# وادي ضيقة
وادي ضيقة أحد أكبر أودية سلطنة عمان يقع في جبال الحجر الشرقي. مصدر مياه الوادي هي أودية ولاية دماء والطائيين حيث تتجمع مياه أودية دماء والطائيين -الشرقية والغربية- في بلدة غبرة الطام ومن هذه البلدة يبدأ مدخل وادي ضيقة والذي تصب مياهه في سد وادي ضيقة بولاية قريات ومن المعلوم أن سد وادي ضيقة هو أكبر سد مياه في السلطنة.
بالأضافة وادي ضيقة يعتبر من الأماكن السياحية المناسبة للمغامرات حيث مياهه العذبة التي تجري بين الصخور وتشكل المناظر الخلابة.